# バーチガン
バーチガン 18ポンド自走砲（ROFW Experimental Self Propelled 18-pdr, Birch Gun）は、戦間期の1920年代のイギリスで開発・製造された、試作自走砲である。

## 概要
バーチガンは近代的自走砲の嚆矢とされる。バーチガン（Birch Gun）の名称は、開発を命じた、ジェームズ・フレデリック・ノエル・バーチ兵器総監（元騎兵出身で、砲兵の機械化の問題に携わった。1923年に兵器総監に任命）の名に由来する。「バーチ（Birch）」には「白樺」の意味があるが、この場合は人命由来なので、「白樺」は関係ない。
1920年代、イギリスの技術者達は、装軌式の車体（シャーシ）に直接、大口径砲を搭載するという、自走砲（砲兵の機械化による機動力の向上）のアイディアを模索し、開発されて間もないヴィッカース軽戦車 Mk.Iのシャーシを基に、1923年からウーリッジ王立造兵廠（ロイヤル・オードナンス）で開発が始まった。1925年からは新たに開発された改良型のヴィッカース中戦車 Mk.IIのシャーシを基にした。
試験用の自走砲として、1923年から1928年にかけて計7輌の試作車が製造された。シャーシには、QF 18ポンド野砲を基に、高仰角をかけられるように改良した物を、搭載していた。これはヴィッカース中戦車が元々、18ポンド砲運搬車のシャーシを基に開発されたことが関係している。バーチガンは18ポンド砲運搬車の発展進化系である。砲運搬車やその後の各国の自走砲に対し、バーチガンの先進的なところは、砲（砲架）に360°の水平旋回能力を与えたことであった。
試作車は、王立砲兵隊第9野戦旅団第20野戦大隊に送られ、試験された。
その後、1927年5月1日に設立された実験機械化部隊（ジョン・フレデリック・チャールズ・フラー大佐が指揮する、機械化部隊の可能性を探るための、臨時編成の旅団。2年間の実験演習の後、解散、第1戦戦車旅団に改編）に（運用を担当する野戦大隊の人員ごと転属され）加えられた。
試験や演習で示したように、その機動力はシャーシの基となった戦車並みであり、移動と射撃を素早く変換することができ、性能や戦術的優位性は「砲牽引方式」よりも明らかに優れていたが、1927年にバーチ卿が兵器総監を辞し、後任にウェッブ・ギルマン中将が就任すると、砲兵の機械化について、革新的で高性能だが高価な「自走砲方式」よりも、ヴィッカース・ドラゴンのような、簡易で安価な「砲牽引方式」が選択・推進され、保守的なイギリス軍最高司令部とイギリス政府の関心を得なかったため、1929年初頭に実験機械化部隊は解散し、間も無くバーチガン計画も中止され、試作車は1931年6～7月までに退役した。
このため、世界の最先端を進んでいたはずのイギリスの自走砲開発は、10年後に開発を再開した時には、世界に後れを取ることになった。

1941年6月、当時の主力牽引式火砲である25ポンド砲を、バレンタイン歩兵戦車の車体に載せる形で、新型自走砲の開発が始まり、1941年8月に試作車が完成し、ビショップ（Bishop）の愛称が付与された。
実用化を早めるために、車体の改造を最低限にしたことで、砲の可動範囲は最大仰角15度、最大俯角5度、左右旋回角8度と狭くなり、特に仰角の制限から最大射程は、ベースとなった牽引式25ポンド砲の約12,000 mに対して、半分の約6,000 mほどになった。また、弾薬数は32発と少なかった。しかし、天板も覆う防盾の、乗員の防護力は高かった。
ビショップは1943年8月ぐらいまで運用が続けられ、その後は、アメリカ製のM7 プリースト自走砲やカナダ製のセクストン自走砲と交代する形で後方に下げられ、訓練などに用いられた。

しかし、バーチガンの開発経験が丸々無駄にされることは無く、バーチガンのシャーシと足回りを基に、次作の「ビッカースC型中戦車」が開発されている。そしてビッカースC型中戦車は、日本に輸出され、「八九式軽戦車」の開発の参考となっている。

## 設計
バーチガンのシャーシは、ヴィッカース中戦車 Mk.I/IIのシャーシを基にしているとされるが、実は、戦車用シャーシそのままの流用ではなく、自走砲用に新規開発・製造された別物である。
例として、バーチガンの足回りは、ヴィッカース中戦車 Mk.I/IIに似ているが、上部支持輪や転輪の数が異なっている。
ヴィッカース中戦車 Mk.I/IIの足回り（片側）は上部支持輪が4個で転輪が12個である。
バーチガン 18ポンド自走砲の足回りは、上部支持輪（片側）は5個で、転輪（片側）は小型の物が13個（2個で1組のボギーとし、それが5組（1組のボギーごとに垂直スプリングサスペンションで懸架）、最前部の2個と最後部の1個は衝撃緩衝用に独立した制衝転輪）であった。
バーチガンに搭載された、18ポンド (83.8 mm) 砲は、原型となった通常の18ポンド野砲とは異なり、平射（直接射撃）や曲射（間接射撃）のみならず、高仰角をとることで対空射撃も可能であった（対地/対空兼用）。事実上、原型の部品は砲身のみで、他の部品は根本的に再設計された。このデザインは、第一次世界大戦中に開発されたが生産には入らなかった、18ポンド Mk.III砲身と組み合わされた試作砲架に似ていた。
バーチガンは後輪駆動（FR）方式で、エンジンは車体前部左側に搭載している。その右側に操縦席がある。車体最後部にはトランスミッション。バーチガンのエンジンとトランスミッションはヴィッカース中戦車 Mk.I/IIと同じであった。
- - ヴィッカース中戦車 Mk.Iの内部構造。バーチガンのシャーシは、これを基に、全高をできるかぎり低くしたものといえる。

ヴィッカース中戦車 Mk.I/IIの燃料タンクは、車体後部左側の上方にあるが、全高の低くなったバーチガンのシャーシでは、燃料タンクの収納場所が無くなったので、どこに燃料タンクを移設したのか、不明である。
後続のイギリス戦車（ビッカースC型中戦車、ヴィッカースD型中戦車、16トン戦車、ヴィッカース中戦車 Mk.III）が、車内の安全のため、フェンダー上に外部燃料タンクを設けていることからして、バーチガンもフェンダー上にある複数の箱が、外部燃料タンクである可能性がある。
だとすれば、バーチガンこそが、イギリス戦車の外部燃料タンク設置の先駆ということになり（厳密には、第一次世界大戦中のマーク IV 戦車などの菱形戦車で、既に行われている）、後続のイギリス戦車が、フェンダー上に外部燃料タンクを設けているのは、単にバーチガンが車内に燃料タンクを置く場所が無くなったからだとも、考えられる。また、その場合、自走砲であるバーチガンの車内は弾薬だらけなので、安全のためでもあろう。

## ヴァリエーション
計7輌試作されたバーチガンは、開発・製造年と特徴から、大きく3つに分類することができる。それらの型式を、開発・製造年の早い物から、それぞれ、バーチガン Mk.I、バーチガン Mk.II、バーチガン Mk.III、とする分類があるが、古い説であり、間違い（誤情報）である。また、3種類のこれらをもって、あるいは3輌が一緒に映っている写真をもって、バーチガンが計3輌製造されたとする説もあるが、これも間違い（誤情報）である。バーチガン Mk.II、バーチガン Mk.IIIという型式は実在しない。実在するのは、最初の試作車（形式名無し）と、バーチガン Mk.Iと、その改良型（改悪型でもある）のバーチガン Mk.IEのみである。
また、バーチガンが75 mm砲を搭載したとする説もあるが、それも間違い（誤情報）である。おそらく、イギリスの「18ポンド砲 Mk.II」のアメリカでのライセンス生産版である「M1917 75 mm野砲」（口径をオリジナルの83.8 mmから75 mmにダウン）と混同した誤解であると想像される。
車両登録番号（WDナンバー）の頭文字「D」は、「砲兵トラクター」としての分類を意味し、正式にはバーチガンは「砲兵トラクター」に分類される。